# Aliquippa
Aliquippa ist eine City im Beaver County im US-Bundesstaat Pennsylvania am Ohio River, etwa 30 km nordwestlich von Pittsburgh. Der heutige Ort entstand 1928 durch die Vereinigung der beiden Gemeinden Aliquippa und Woodlawn (mit dem Dorf New Sheffield). Einen ersten Entwicklungsschub erlebte Aliquippa durch die Eisenbahn und einen Freizeitpark, von dem auch der Name der Stadt stammt. Die Geschichte der Stadt ist stark mit dem ansässigen Stahlwerk, den Aliquippa Works, verbunden. Die Stadt erlebte, wie viele andere im Rust Belt, in der Mitte des 20. Jahrhunderts eine Blüte. Seit dem Weggang der Stahlindustrie gibt es große wirtschaftliche Probleme. Bei der Volkszählung 2020 lebten 9238 Menschen in Aliquippa.

## Geographie

### Geographische Lage
Aliquippa liegt am steilen Südufer des Ohio, der an dieser Stelle aber eher in Süd-Nord-Richtung verläuft. Große Teile der Stadt liegen im Tal des Baches Logstown Run und seinen Nebentälern.

### Nachbargemeinden
Aliquippa wird auf der Landseite vollständig vom Hopewell Township umschlossen, auf der Ostseite bildet der Ohio die Grenze. Auf dem anderen Flussufer liegen von Nord nach Süd die Gemeinden Economy, Baden, das Harmony Township und Ambridge.

### Stadtgliederung

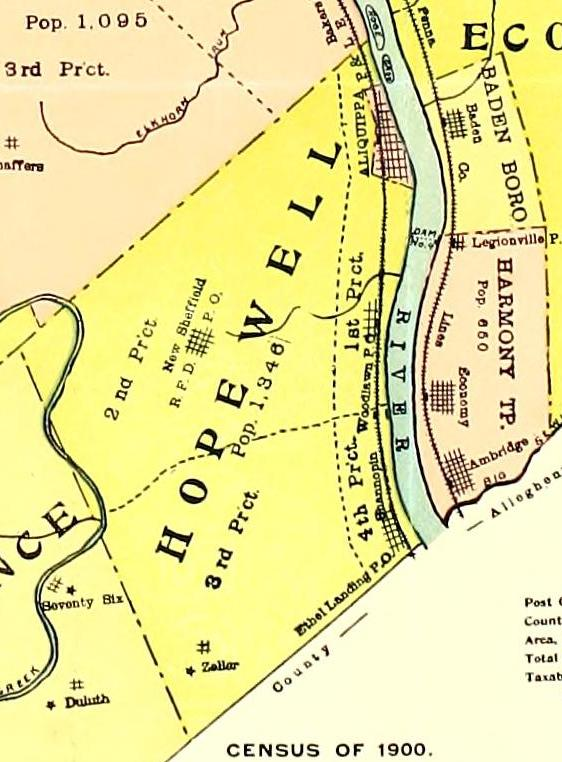
Karte mit der Gemeinde Aliquippa und den Dörfern Woodlawn und New Sheffield im Hopewell Township, um 1900

Die Stadt entstand aus drei Ortsteilen, die heute miteinander verwachsen sind:
- West Aliquippa im Nordosten, dem ursprünglichen Ort Aliquippa
- Woodlawn, dem heutigen Zentrum der Stadt[2] – entspricht etwa dem historischen Logstown Bottom
- New Sheffield im Westen

## Geschichte

### Stadtgeschichte
Das Gebiet der heutigen Stadt Aliquippa wurde zuerst von der bäuerlichen Bevölkerung des nahe gelegenen uramerikanischen Dorfes Logstown urbar gemacht. Die Gegend wurde damals Logstown Bottom genannt. Ab den 1770er-Jahren Zeit siedelten sich dort weiße Kolonisten an. So wurde 1793 die heute älteste Kirche Aliquippas, die ehemalige White Oak Flats Presbyterian Church, in der Siedlung New Sheffield errichtet. Mit der Zeit wuchs New Sheffield zu einem kleinen Dorf heran.

#### Beginn der Industrialisierung und der Aliquippa Park
1879 eröffnete die Pittsburgh and Lake Erie Railroad ihre Strecke von Beaver nach Pittsburgh, Logstown Bottom erhielt einen Bahnhof. Etwa in der gleichen Zeit entstand in der Nähe auch ein Postamt, das den Namen Woodlawn trug. Dieser Name ging auf die Siedlung und den Bahnhof über. Woodlawn wuchs durch den Bahnhof und Erdgasfunde ebenfalls zu einem eigenen Dorf an.
1880 gründete die Eisenbahngesellschaft nördlich von Woodlawn einen Freizeitpark, um mehr Reisende anzulocken. Der Aliquippa Park entwickelte sich schnell zu einem beliebten Ausflugsziel, in den späten 1880er Jahren wurden dort unter anderem eine Achterbahn, ein Restaurant und ein Tanzlokal eröffnet. Um den tausenden Gästen gerecht zu werden, richtete die Bahngesellschaft einen eigenen Bahnhof für den Park ein. Eine lokale Zeitung berichtet beispielsweise im August 1892 von einem großen Picknick in Aliquippa, das eine Wohltätigkeitsorganisation veranstaltet hatte:

„Aliquippa an der Pittsburgh & Lake Erie Railroad war gestern ein lebhafter Ort. (...)  Das herrliche Wetter, gepaart mit der Naturschönheit des prachtvollen alten Parks, bescherte den 15 000 gekommenen Menschen vielleicht die schönste Zeit, die sie je hatten. Es war wahrscheinlich das größte Picknick aller Zeiten in diesem Bezirk, und den Ablauf der Details muss man den Veranstaltern hoch anrechnen. (...)
Es war ein gut gelaunter Auflauf, der sich im Laufe des Tages versammelte. Jeder einzelne Mensch lächelte, vergaß seine trüben Gedanken und ließ sich auf das Vergnügen ein. Es gab alle Arten von Spielen, für die nichts bezahlt werden musste, und die Fakire zeigten die neusten Erfindungen ihrer Zunft. Es waren drei Musikgruppen anwesend, die den Tag mit Musik belebten. Ein so großes Publikum gab sich dem Tanz hin, dass die beiden großen Tanzböden nicht ausreichten. Etwa um vier Uhr begannen die sportlichen Wettkämpfe, denen tausende Menschen beiwohnten. (...)
Bootfahren schien die beliebteste Attraktion zu sein. Der Fährmann konnte der Menge nur 30 Ruderboote anbieten, die den ganzen Tag lang in Benutzung waren, während Hunderte am Ufer warteten, bis sie an der Reihe waren. Als der Abend anbrach, begann die Menge, sich aufzulösen, alle mit dem Gedanken, ein großes und schönes Picknick erlebt zu haben.“

In der Nähe des Parks und Bahnhofs errichtete die Eisenbahn eine neue Siedlung, die 1894 als Aliquippa Borough eingetragen wurde. Der Name erinnert an die Seneca-Königin Aliquippa. Die Bahngesellschaft wählte den Namen eher zufällig für den Ort aus, da sie damals alle neuen Bahnhöfe nach bekannten indigenen Persönlichkeiten benannte.

#### Blütezeit mit der Stahlindustrie
1905 begann die Jones and Laughlin Steel Company in Woodlawn an den Ufern des Ohio ein großes Stahlwerk, die Aliquippa Works, zu bauen. Auch der inzwischen heruntergekommene Freizeitpark musste 1908/1909 dem Stahlwerk weichen. Durch das Werk wuchs der Ort schnell, 1908 wurde Woodlawn zum eigenen Borough. 1912 wurde eine elektrische Straßenbahn eröffnet. New Sheffield wurde 1926 nach Woodlawn eingemeindet, 1928 wurden die Boroughs Woodlawn und Aliquippa vereinigt. Obwohl der nun West Aliquippa genannte Ort viel kleiner als Woodlawn war, wurde für die neue Gemeinde der Name Aliquippa gewählt, weil auch das Stahlwerk unter diesem Namen bekannt war.
Die Stahlwerksbetreiber entwickelten die Woodlawn von Anfang an als company town. Gezielt wurden Einwanderer aus verschiedenen Ländern angeworben und nach Ethnien getrennt in eigenen Häuserblöcken, den durchnummerierten plans, untergebracht. Die Stahlfirma nahm auf fast alle Belange in der Stadt Einfluss. Deshalb und durch ihre abgeschiedene Lage wurde die Stadt im Volksmund auch „Klein-Sibirien“ genannt. Erst in der Mitte der 1930er-Jahre begannen Gewerkschaften, diese Vormachtstellung in Frage zu stellen. Die Entwicklung gipfelte 1937 in einem Streik, im Laufe der nächsten Jahre emanzipierte sich die Stadtgesellschaft.

Stadtzentrum mit dem Stahlwerk im Hintergrund, 1938 (Photo von Arthur Rothstein)
Straßenszene im Zentrum, 1938 (Photo von Arthur Rothstein)
Häuser in einem Bachtal in Aliquippa, 1941 (Photo von Jack Delano)
Griechisches Restaurant in Aliquippa, 1941 (Photo von Jack Delano)
Kinder in einer ärmlichen Wohnung, 1941 (Photo von John Vachon)
Stahlarbeiter auf dem Weg nach Hause, Gewerkschafter verteilen Zeitungen, 1941 (Photo von Jack Delano). Der Bus fährt zum Plan 12.

#### Niedergang

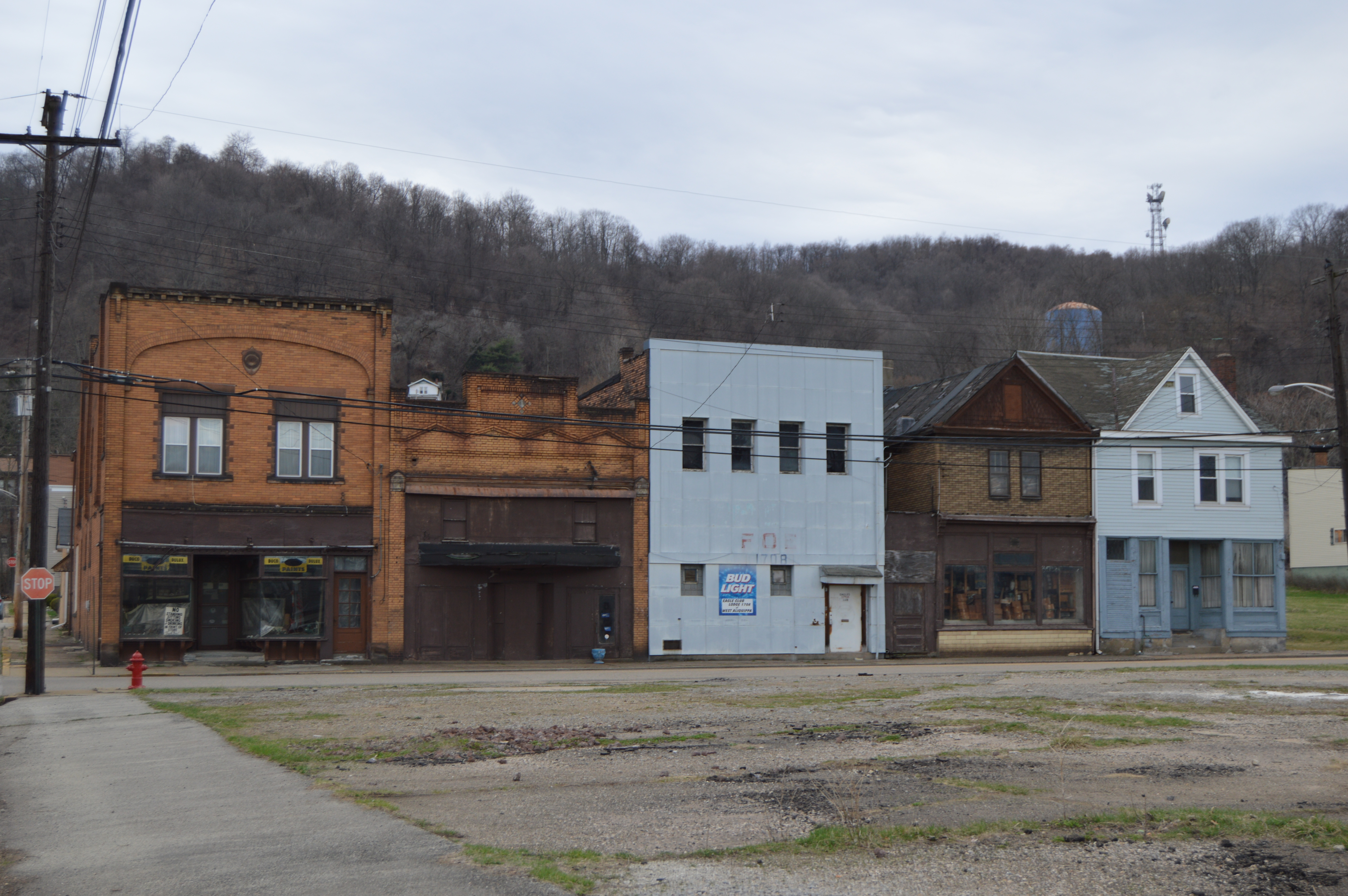
Häuser und Brachflächen an der Main Avenue, West Aliquippa, 2014

Der Zusammenbruch der Stahlindustrie in den 1980er-Jahren traf die Stadt schwer. Die Aliquippa Works, mittlerweile unter der Regie der LTV Corporation, wurden 1984 fast vollständig stillgelegt. Mit einem Schlag wurden so 8000 Menschen arbeitslos. Die Schließung setzte, nach der schon vorher aufgetretenen Stadtflucht, eine Entstädterung in Gang, die bis heute nicht abgeschlossen ist. 1985 wurde auch der letzte Passagierzug eingestellt, der Aliquippa bis dahin an Beaver und Pittsburgh angebunden hatte. Viele Geschäfte sind seit der Schließung des Werks abgewandert. Die Kriminalitätsrate stieg mit der Zeit dramatisch an. Aliquippa formierte sich 1987 zur City um.

### Bevölkerungsentwicklung
| Jahr | Aliquippa | Woodlawn |
| ---- | --------- | -------- |
| 1900 | 620       | -        |
| 1910 | 1 743     | 1 396    |
| 1920 | 2 931     | 12 459   |
| 1930 | 27 117 *  | 27 117 * |
| 1940 | 27 023    | 27 023   |
| 1950 | 26 132    | 26 132   |
| 1960 | 26 369    | 26 369   |
| 1970 | 22 277    | 22 277   |
| 1980 | 17 094    | 17 094   |
| 1990 | 13 374    | 13 374   |
| 2000 | 11 734    | 11 734   |
| 2010 | 9 438     | 9 438    |
| 2020 | 9 238     | 9 238    |

## Kommunalpolitik und Soziales
Der Stadtrat von Aliquippa hat vier Mitglieder (Stand 2020). Bürgermeister ist seit November 2011 Dwan B. Walker, der erste Afroamerikaner in diesem Amt.
Seit 1987 befindet sich die Stadt offiziell in finanzieller Notlage, sie erhält Zuschüsse von der Staatsregierung Pennsylvanias. 2019 hatten 34 % der Bevölkerung ein Einkommen, das unter der Armutsgrenze lag.

## Wirtschaft und Infrastruktur

### Wirtschaft
Die größten Unternehmen in der Stadt liegen heute im Geschäfts- und Gewerbegebiet im Westen der Stadt, dem ehemaligen New Sheffield. Auf dem Gelände des ehemaligen Stahlwerks wurde der Aliquippa Industrial Park angelegt.

### Öffentliche Einrichtungen

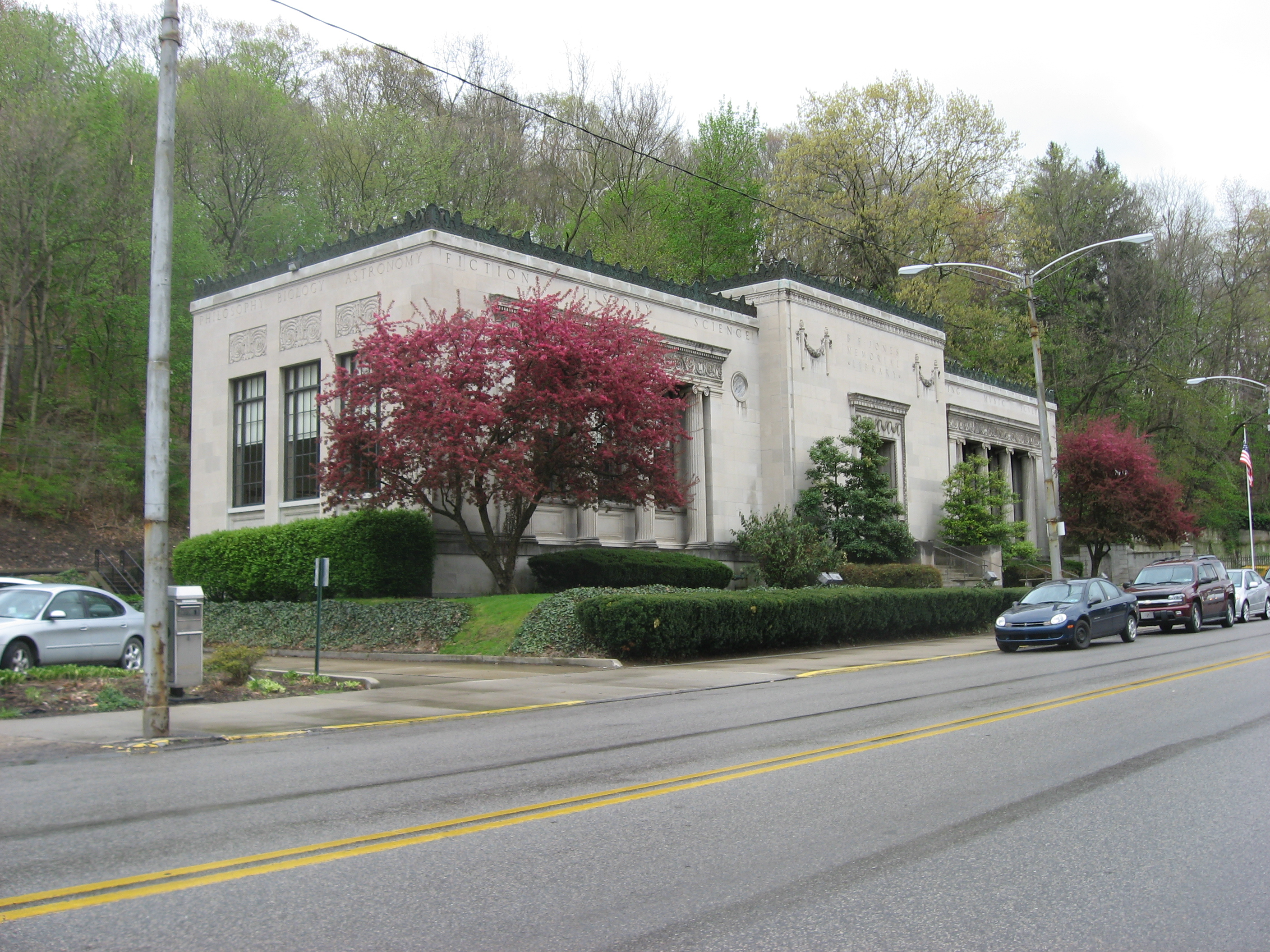
Denkmalgeschützte Bücherei, 2010

Die denkmalgeschützte Bücherei wurde von der Industriellentochter Elisabeth Horne gestiftet, sie wurde 1929 eröffnet und ist seitdem in Betrieb. Der Bau ist bis heute nur leicht verändert.
In Aliquippa gibt es zwei öffentliche Schulen, die Aliquippa Elementary School und die Aliquippa Junior/Senior High School. Außerdem existieren in der Stadt mehrere private Schulen.
Aliquippa hat eine lokale Polizeibehörde, eine Feuerwache, ein Bauamt sowie mehrere städtische Park- und Sportanlagen.

### Verkehr

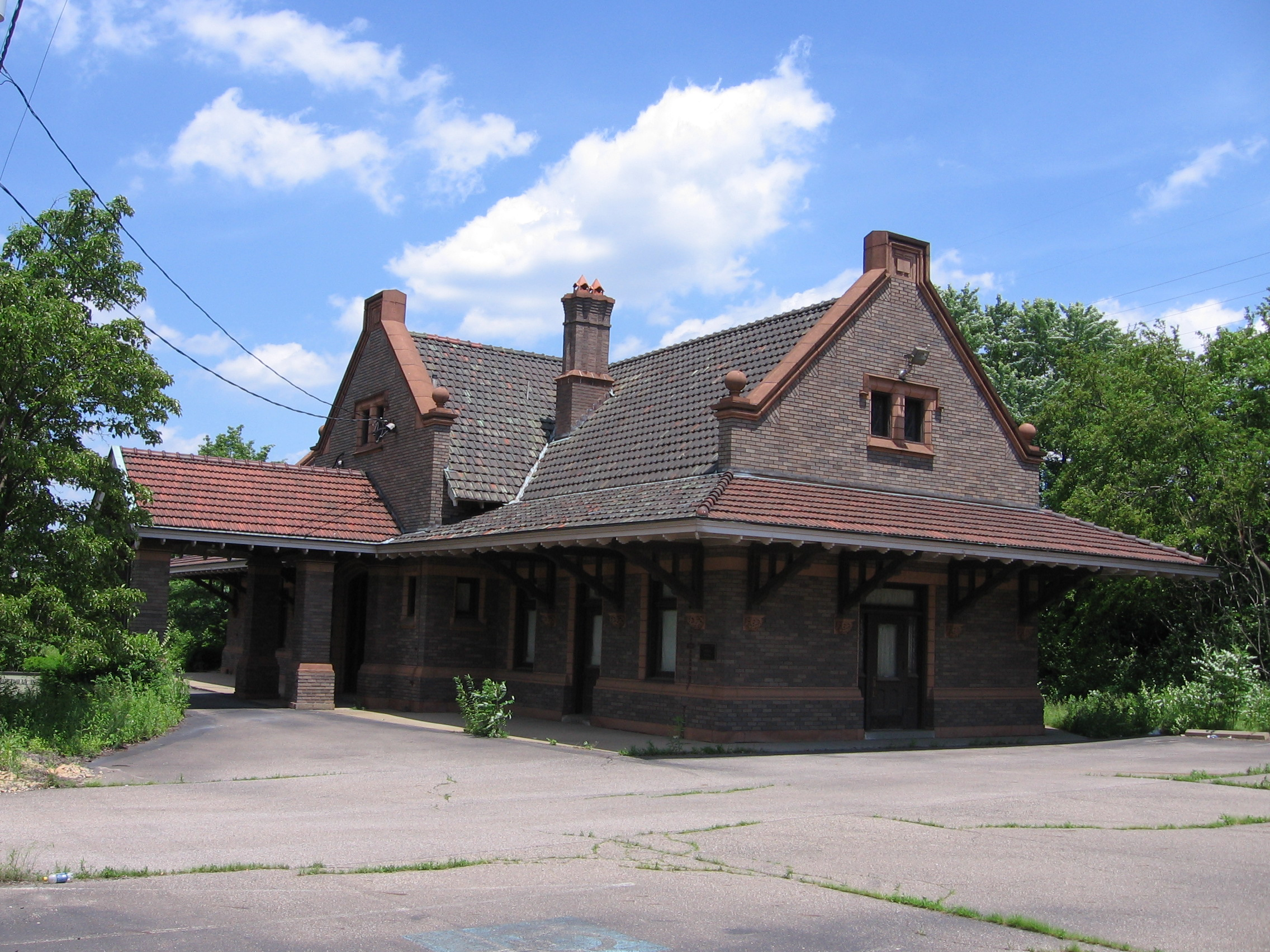
Ehemaliges Bahnhofsgebäude der Pittsburgh and Lake Erie Railroad, 2008

Durch Aliquippa verläuft die Pennsylvania Route 51, westlich der Stadt gibt es eine Anschlussstelle zur Interstate 376. Über die Ambridge-Aliquippa-Brücke nahe West Economy kann die Stadt Ambridge am gegenüberliegenden Flussufer erreicht werden. Aliquippa wird heute von der Buslinie 2 der Beaver County Transport Authority bedient, die die Stadt mit dem Verwaltungssitz Beaver verbindet.
Die Bahnstrecke der ehemaligen Pittsburgh and Lake Erie Railroad wird heute von CSX Transportation betrieben, es findet nur noch Güterverkehr statt. Das Industriegebiet wird von der Aliquippa and Ohio River Railroad bedient.
Der nächste Flughafen ist der Pittsburgh International Airport, mit dem Auto etwa 15 Minuten von Aliquippa entfernt.
Der Ohio ist in Aliquippa schiffbar, an den Aliquippa Terminals im Süden der Stadt können Frachtschiffe anlegen.

## Persönlichkeiten
- Gust Avrakotos (1938–2005), Offizier
- Larry Smith (1943–2023), Saxophonist
- Kenny Easterday (1973–2016), Filmschauspieler
- Ty Law (* 1974), American-Football-Spieler
- Henry Mancini (1924–1994), Komponist, verbrachte seine Jugend in Aliquippa
- Pete Maravich (1947–1988), Basketballspieler
- Darrelle Revis (* 1985), American-Football-Spieler
- Jordan Whitehead (* 1997), American-Football-Spieler